# Польовий офіцер
Польовий офіцер або старший офіцер  звання старших офіцерів армії, морської піхоти або ВПС, які стоять над молодшими офіцерами, але підпорядковуються генералітету. У багатьох арміях до цих звань відносяться звання майор, підполковник та полковник або їхні еквіваленти. У деяких країнах сюди входить звання бригадир.
Історично, польові офіцери командували полком або батальйоном.

## Канада
У збройних силах Канади, еквівалентом польових офіцерів є старші офіцери (фр. Officiers supérieurs); сюди входять звання армії та ВПС так як майор, підполковник та полковник, а також військово-морські звання лейтенант-командер, командер та кептен.

## Франція
У збройних силах Франції, польові офіцери мають назву officiers supérieurs (старші офіцери). Сюди входять три звання, в порядку зростання: комендант, лейтенант-полковник та полковник (Capitaine de corvette, Capitaine de frégate та Capitaine de vaisseau у ВМС).

## Німеччина
У збройних силах Німеччини офіцери від майора до полковника у армії та ВПС або від лейтенанта-командера до капітана у ВМС відомі як нім. Stabsoffiziere, що в перекладі значить польові офіцери.

## Росія
Польові офіцери (рос. Штаб-офицер; походить від нім. Stabsoffizier), було позначення категорії рангів офіцерів (від OF-3 до OF-5) у російській імператорській армії та флоті до 1917.
| Designation | Перший Невський піхотний полк  | Перший Невський піхотний полк  | Перший Невський піхотний полк  | Перший Невський піхотний полк  | Перший Невський піхотний полк  | Перший Невський піхотний полк  | 99-ий Івангородський піхотний полк | 99-ий Івангородський піхотний полк | 99-ий Івангородський піхотний полк | 99-ий Івангородський піхотний полк |
| Погон       |                                |                                |                                |                                |                                |                                |                                    |                                    |                                    |                                    |
| ----------- | ------------------------------ | ------------------------------ | ------------------------------ | ------------------------------ | ------------------------------ | ------------------------------ | ---------------------------------- | ---------------------------------- | ---------------------------------- | ---------------------------------- |
| звання      |                                | Полковник                      | Підполковник                   | Майор                          | Капітан                        | Штабс-капітан                  | Полковник                          | Підполковник                       | Капітан                            | Штабс-капітан                      |
| категорія   | Польові офіцери (Штаб-офицеры) | Польові офіцери (Штаб-офицеры) | Польові офіцери (Штаб-офицеры) | Польові офіцери (Штаб-офицеры) | Польові офіцери (Штаб-офицеры) | Польові офіцери (Штаб-офицеры) | Польові офіцери (Штаб-офицеры)     | Польові офіцери (Штаб-офицеры)     | Польові офіцери (Штаб-офицеры)     | Польові офіцери (Штаб-офицеры)     |

## Об'єднане Королівство та деякі країни Співдружності
У збройних силах Великої Британії (такі офіцери мають звання польових) і деяких країнах Співдружності (в тому числі у ЗС Австралії та Нової Зеландії), сюди відносять звання бригадир: еквівалентом у інших арміях є звання бригадний генерал.

## США
Зараз до польових офіцерів у США відносять звання армії, корпусу морської піхоти та ВПС. Це зазвичай майор,  підполковник та полковник:
Штат офіцерського корпусу [США] поділений на 10 класів (від O-1 до O-10):
- Офіцери в класах від О-1 до О-3 вважаються посадовими особами в армії, корпусі морської піхоти і військово-повітряних силах. Ці класи відповідають званням: другого лейтенанта (O-1), першого лейтенанта (O-2), капітана (O-3)
- Офіцери в наступних трьох класах (від О-4 до О-6) вважаються офіцерами польової служби в армії, морському корпусі і ВПС. Ці класи відповідають званням: майора (O-4), підполковника (O-5), полковника (O-6). Розділи на класи підрозділів та польові класи не використовуються у ВМС або береговій охороні. У цих службах звання розділяються на молодших та старших офіцерів.
- У флоті або береговій охороні, офіцерські класи від O-1 до O-4 або молодші офіцери мають звання: енсін, молодший лейтенант, лейтенант та лейтенант-командер.
- У флоті або береговій охороні, офіцерські класи від O-5 до O-6 або старші офіцери мають звання: командер та капітан.

Найвищі чотири класи зарезервовані для генералітету армії, морської піхоти та ВПС і флаг-офіцерів у флоті та береговій охороні. Сюди відносять наступні звання: у армії, морській піхоті та ВПС, бригадний генерал (O-7), генерал-майор (O-8), генерал-лейтенант (O-9) та генерал (O-10); у флоті та береговій охороні, контр-адмірал, повний контр-адмірал, віце-адмірал адмірал.